# Johann Georg von Hahn
Pour les articles homonymes, voir Hahn.
Johann Georg von Hahn, (né le 11 juillet 1811 à Francfort-sur-le-Main, mort le 23 septembre 1869 à Iéna) est un  diplomate et albanologue autrichien.
En  1847 Johann Georg von Hahn a été consul à Ioannina, en 1851 sur l'île de Syros et après  1869 Consul général  à  Athènes. Il passe pour le fondateur  de l'albanologie. Il a  rassemblé  des matériaux  sur place, a appris l'albanais, dont il a démontré  l'appartenance  à la famille indo-européenne.